# 12509 Pathak
12509 Pathak este un asteroid din centura principală de asteroizi.

## Descriere
12509 Pathak este un asteroid din centura principală de asteroizi. A fost descoperit pe 31 martie 1998 la Socorro, New Mexico, în cadrul proiectului LINEAR. Asteroidul prezintă o orbită caracterizată de o semiaxă mare de 2,31 ua, o excentricitate de 0,17 și o înclinație de 3,8° în raport cu ecliptica.